# コピア・エナジー
コピア・エナジー株式会社（英: Copia Energy K.K.）は、かつて存在した東京都杉並区に本社を置く、太陽光発電システムの設計、販売、運用保守および関連するコンサルティングを行う企業である。
2006年の設立当初より、太陽光発電の専門企業として事業を展開している。
2018年5月時点で所在地に該当する会社は無い（グーグルマップにて別会社の看板が確認できる）、また自社サイトも消滅している。

## 事業分野
下記4分野の事業展開を行っている。
- トレーディング事業

太陽光発電システム販売・技術サポート
主要代理店製品
- 住宅用太陽光発電システム
  - カナディアンソーラー（英語版）（カナダ）
  - Qセルズ（ドイツ）
- 産業用太陽光発電モジュール
  - カナディアンソーラー（カナダ）
  - フォックスコン（台湾）
  - ハンファ（大韓民国）
  - ルクサーソーラー（英語版）（ドイツ）
  - Qセルズ（ドイツ）
  - トランサン・ソーラー（英語版）（中華人民共和国）
  - 東芝（日本）
- パワーコンディショナー
  - ABB（スイス）
  - 日新電機（日本）
  - SMA・ソーラー・テクノロジー（英語版）（ドイツ）
- 太陽光発電システム架台
  - マウンティングシステム（ドイツ語版）（ドイツ）
  - ホリー（日本）
  - K2システムズ（ドイツ語版）（ドイツ）
  - A+サンシステムズ（イタリア語版）（イタリア）
- 太陽光発電システム監視装置
  - ソーラーログ（ドイツ語版）（ドイツ）
  - タイゴエナジー（英語版）（アメリカ合衆国）
  - SMA・ソーラー・テクノロジー（ドイツ）
  - ラプラス・システム（日本）
- 太陽光発電システムシミュレーションソフト
  - ラプラス・システム（日本）
- キュービクル（キュービクル式高圧受電設備）
  - ABB（スイス）
- 太陽光発電所開発事業
- 自社発電所開発・ソーラーファーム販売
- 発電所開発マネジメントサービス事業
- プランニング・設計・施工プロジェクト管理・その他のサポート
- 運用保守(O&M)メンテナンスサービス事業

## 沿革
- 2006年011月 コピア・エナジー（株）設立
- 2007年 カナディアンソーラー(Canadian Solar)社製太陽光発電モジュールをヨーロッパ向けに販売開始
- 2008年長野研究所 開設
- 2009年カナディアンソーラー(Canadian Solar)ジャパン 住宅用 太陽光発電システムを国内販売開始
- 2010年タイゴエナジー (英:Tigo Energy)社製品を販売開始
- 2011年東芝社太陽光発電システムの販売開始
- 2012年ルクサー（英：Luxor）社太陽光発電モジュールの販売開始
- 2013年自社発電所設置
- 2018年3月5日 法人登記閉鎖[1]

## 事業所

### 国内事業所
- 東京本社／東京都杉並区

## 雑誌掲載
- Solvisto（ソルビスト）　2013年12月号
- Solvisto（ソルビスト）　2014年1月号